# Grupa Nichelului
Grupa 10, denumita de IUPAC, este grupa elementelor din tabelul periodic, alcătuită din nichel (Ni), paladiu (Pd), platină (Pt) și probabil elementul chimic necaracterizat darmstadtiu (Ds). Toate elementele sunt metale tranziționale din blocul-d. Toți izotopii cunoscuți ai darmstadtiului sunt radioactivi cu timpi de înjumătățire scurți și nu au fost descoperiți în natură; cantități infime ale elementului au fost sintetizați în laboratoare. 
Similar cu celelalte grupe, constituenții acestei grupe prezintă modele ale configurației electronice, care determină o periodicitate a caracterului chimic; cu toate că elementele acestui grup sunt în mod particular slabe ca și caracter chimic, paladiul este un caz excepțional. Stabilizarea relativistă al orbitalului 7s este explicația configurației prevestite ale darmstadtiului care, în mod neobișnuit pentru această grupă, se conforma cu predicția principiului Aufbau.